# ルノー・ロデオ
ロデオ (RODEO)は、ルノーが製造・販売していた自動車である。

## 概要
ロデオは、1981年から1987年まで生産された、フルオープンMPVで、ボディはFRP製。1970年から1981年にルノー・4がベースのモデル、ロデオ4が、1972年から1981年にはルノー・6がベースのモデル、ロデオ6が生産され、1981年から1987年には独自設計のモデルのロデオが生産された。
エンジンはロデオ4に845cc、ロデオ6に1,108ccが搭載され、ロデオ6には1979年にルノー・5に搭載される1,289ccエンジンが採用された。また、ロデオには1984年に四輪駆動モデルが生産された。
また、生産はティヨールが行っていた。